# Boutros Gemayel
Boutros Gemayel (ur. 29 czerwca 1932 w Ajn al-Charruba, zm. 21 sierpnia 2021) – libański duchowny maronicki, w latach 1988–2008 arcybiskup Cypru.

## Życiorys
Święcenia kapłańskie przyjął 12 kwietnia 1959. 11 czerwca 1988 został mianowany arcybiskupem Cypru. Sakrę biskupią otrzymał 11 września 1988. 6 czerwca 2008 przeszedł na emeryturę.